# 埃德韦格
埃德韦格是德国巴伐利亚州的一个市镇。总面积36.06平方公里，总人口5657人，其中男性2864人，女性2793人（2011年12月31日），人口密度157人/平方公里。